# Miyakojima
Miyakojima (jap. 宮古島市 Miyakojima-shi) – miasto w Japonii, w prefekturze Okinawa.
Miasto zostało utworzone 1 października 2005 w wyniku połączenia miast Hirara, Gusukube, Irabu, Shimoji i wioski Ueno z powiatu Miyako.